# Bourdainville
Bourdainville é uma comuna francesa na região administrativa da Normandia, no departamento de Sena Marítimo. Estende-se por uma área de 5,32 km². Em 2010 a comuna tinha 466 habitantes (densidade: 87,6 hab./km²).